# Melbourne Rectangular Stadium
Der Melbourne Rectangular Stadium (auch AAMI Park) ist ein Rugby- und Fußballstadion in Melbourne, Australien.

## Geschichte
Das Vorgängerstadion Olympic Park hatte eine Kapazität von 18.500 Personen, wovon jedoch lediglich 11.000 Sitzplätze waren.
Am 6. April 2006 gab die Regierung von Victoria bekannt, dass für A$ 190 Mio. ein neues Stadion gebaut werden soll, das eine Kapazität von 20.000 Plätzen hat. Neue Pläne erhöhten die Kapazität später auf 30.000. Dieses Stadion sollte die neue Heimstätte für das Rugbyteam Melbourne Storm und den Fußballverein Melbourne Victory werden. Die Bauarbeiten begannen Ende des Jahres 2007.
Das Eröffnungsspiel fand am 7. Mai 2010 zwischen den beiden Rugby-League-Teams aus Australien und Neuseeland statt, das Australien 12:8 gewann. Am 16. März 2010 wurden die Namensrechte des Rectangular Stadium an den australischen Kfz-Versicherer AAMI (Australian Associated Motor Insurers Limited) in einem Acht-Jahres-Vertrag abgetreten. Seitdem heißt das Stadion offiziell AAMI Park.
Die größte Zuschauerzahl wurde beim Konzert der Foo Fighters während ihrer Wasting-Light-Tour am 3. Dezember 2011 erreicht, als 30.000 Fans in das Stadion strömten.
Im Juni 2012 wurde der AAMI Park bei den World Stadium Awards in Doha, Katar ausgezeichnet.
Vom 4. bis zum 26. Januar 2015 war der AAMI Park Spielstätte der Fußball-Asienmeisterschaft 2015 in Australien.
Das Melbourne Rectangular Stadium war eines von zehn Stadien bei der Fußball-Weltmeisterschaft der Frauen 2023. Vier Gruppenspiele und zwei Achtelfinale wurden hier ausgetragen.

## Stadion
Das Stadion besitzt ein geodätisches Kuppeldach, das den Großteil der Sitzplätze überragt. Die Fassade des Stadions ist mit tausenden programmierbaren LEDs ausgerüstet, die beliebige Muster und Grafiken darstellen können.
Insgesamt war das Stadion für 20.000 Sitzplätze ausgelegt, die aber beliebig auf 25.000 erweitert werden können. Später wurde die Kapazität auf Wunsch der Regierung von Victoria auf 30.050 erhöht. Darüber hinaus können während Fußballspielen hinter den Toren zusätzliche Tribünen aufgebaut werden, die bei Rugbyspielen wieder entfernt werden müssen, um Platz für die In-Goal-Area zu schaffen.
Der AAMI Park enthält Trainingsgeräte und Büros für die Vereine Melbourne Storm, Melbourne Victory, Melbourne Demons und Tennis Victoria, die Victorian Rugby Union, das Olympische Komitee von Victoria, das Olympic Park Sports Medicine Centre (OPSMC) und die Imaging@Olympic Park Radiologie. Zusätzlich enthält das Stadion 24 VIP-Logen, einen Speisesaal für bis zu 1000 Personen, eine Sporthalle und ein Schwimmbecken.

## Galerie

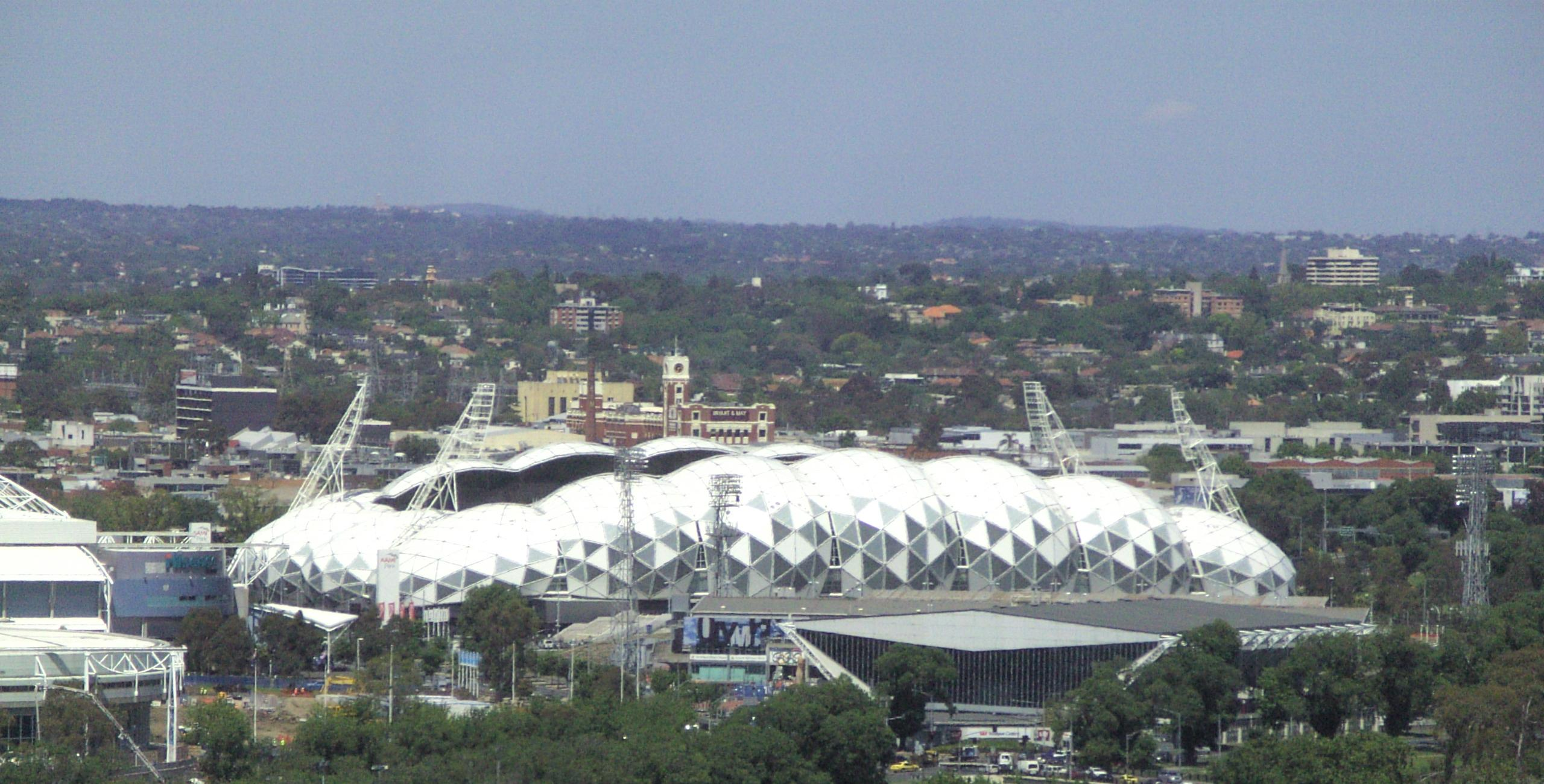
Der AAMI Park aus der Ferne fotografiert
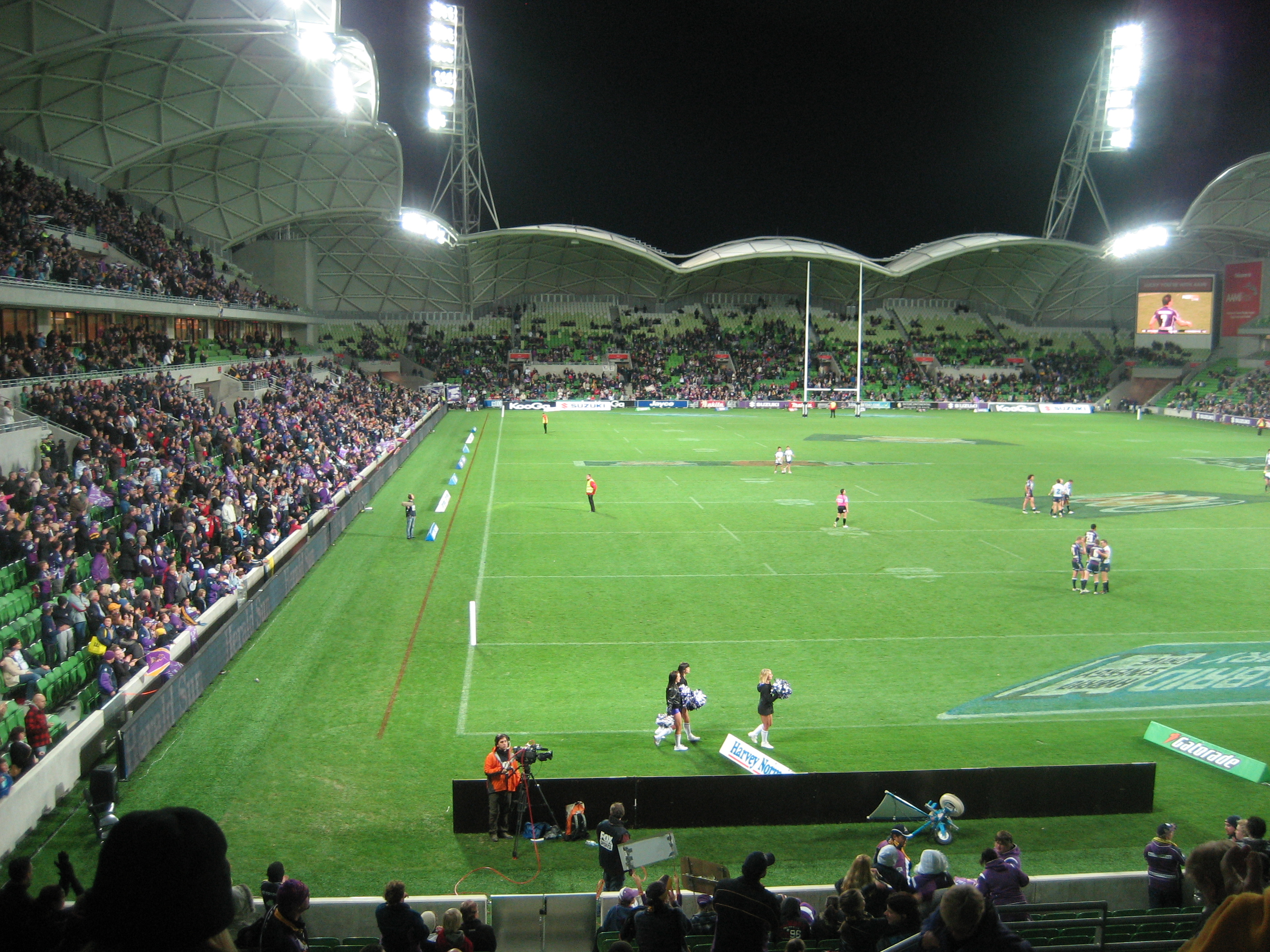
Das Stadion von der Südtribüne gesehen
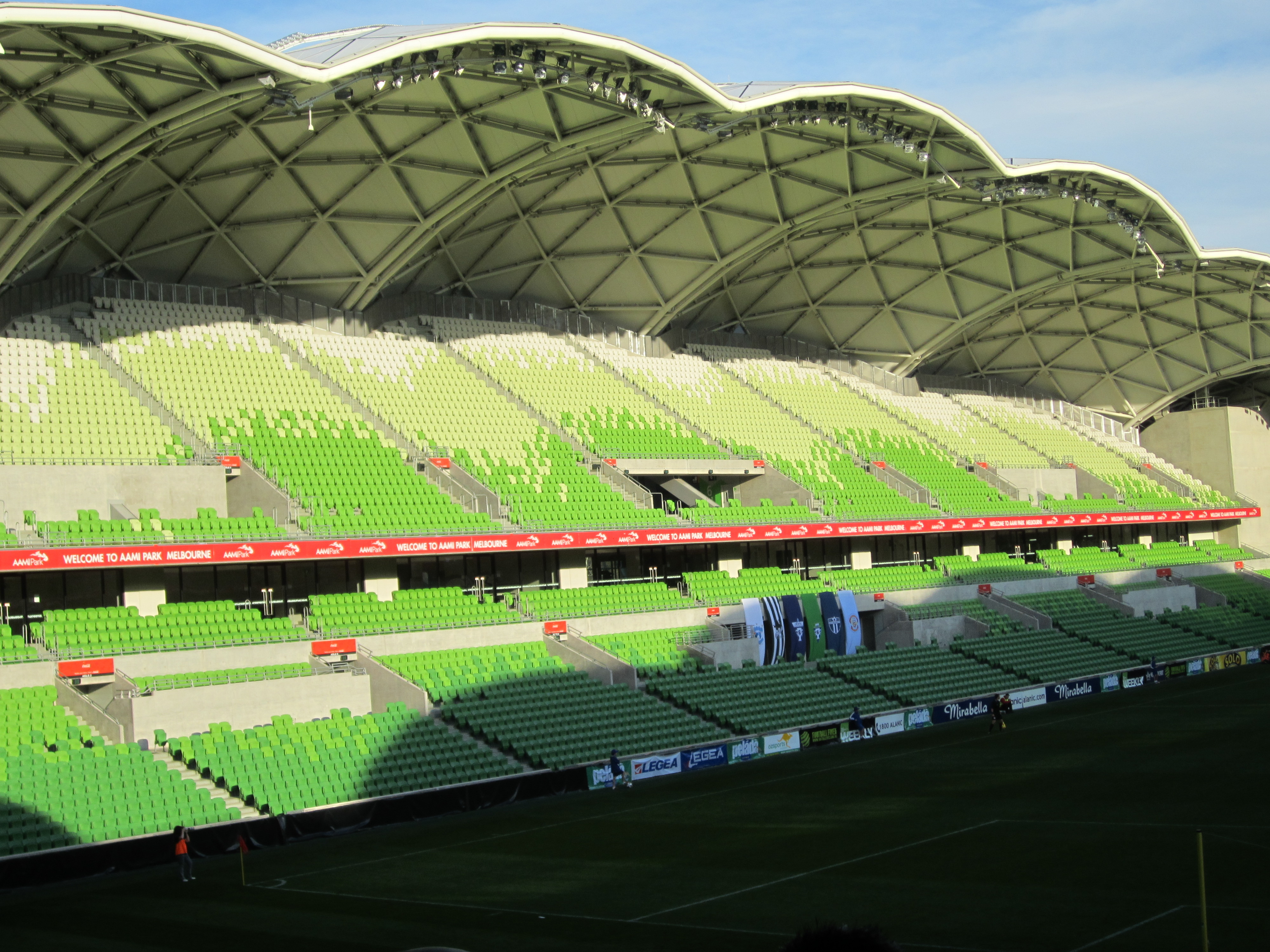
Westtribüne des AAMI Park
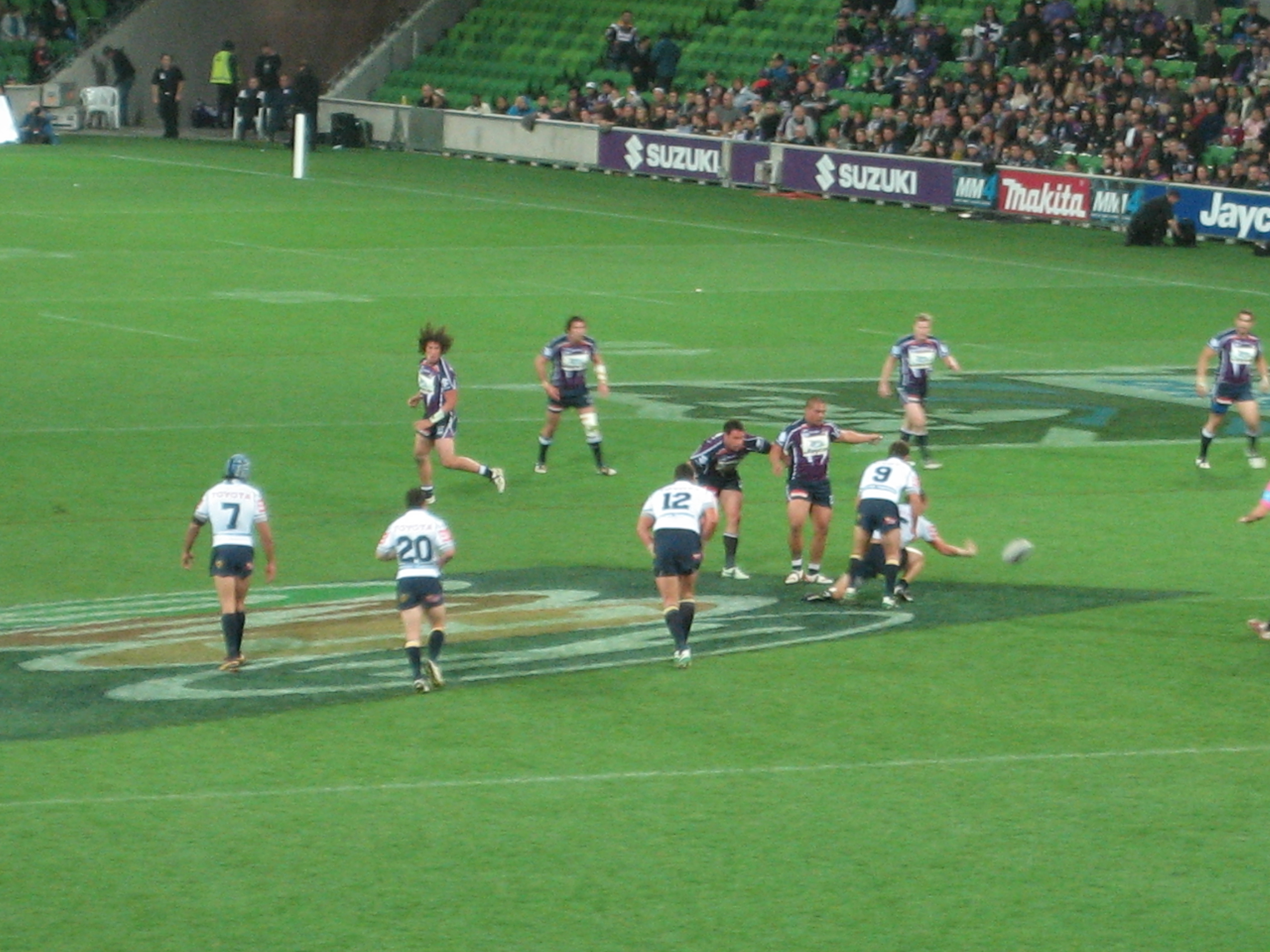
Rugbyspiel im AAMI Park
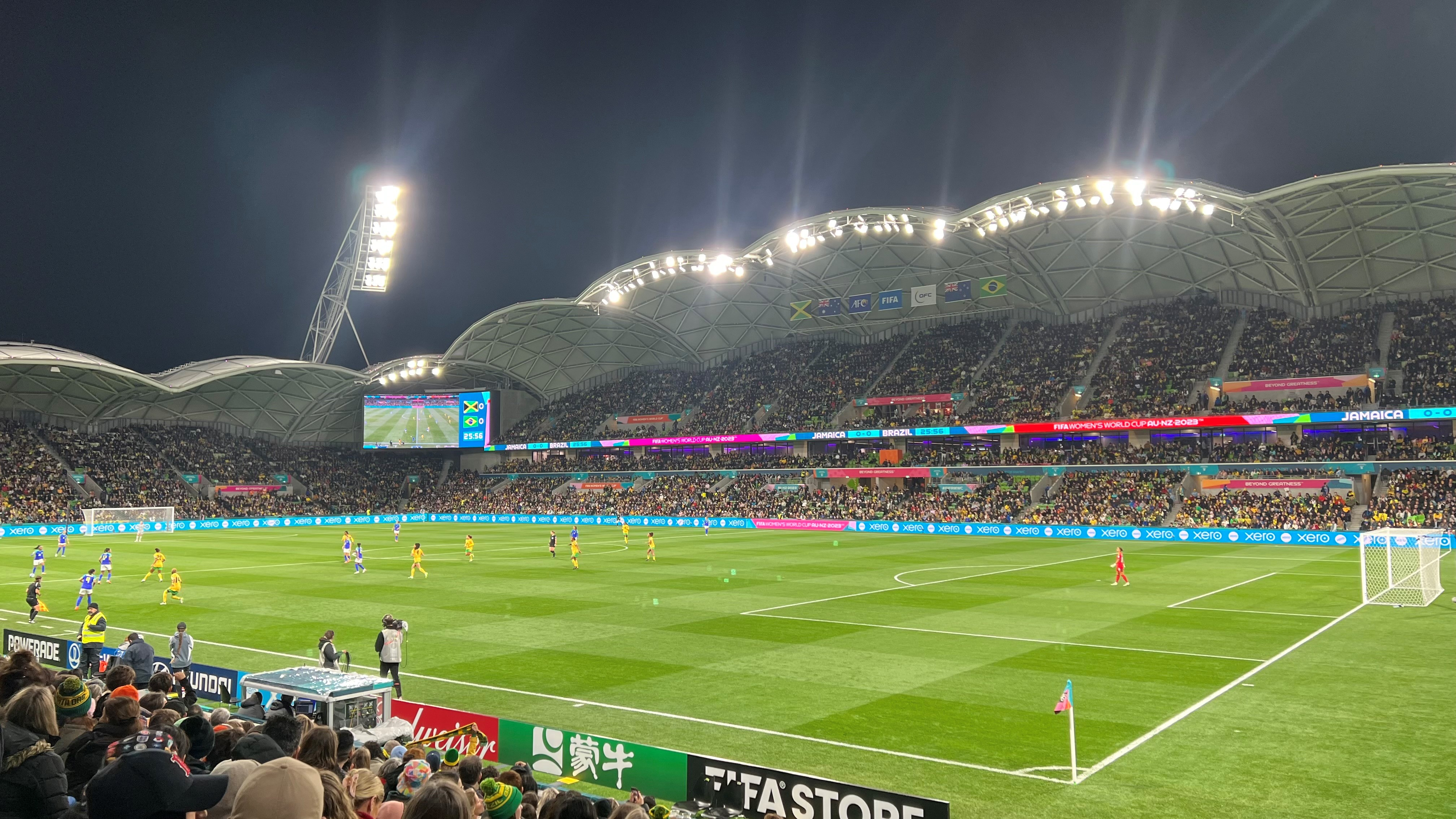
Fußball-Weltmeisterschaft 2023